# Łazy (województwo zachodniopomorskie)
Łazy – wieś w północno-zachodniej Polsce, położona w województwie zachodniopomorskim, w powiecie koszalińskim, w gminie Sianów, nad brzegiem Bałtyku, między jeziorami Jamno i Bukowo. Nadmorska miejscowość letniskowa z kąpieliskiem morskim.
W latach 1946–1954 należały do gminy Sucha Koszalińska, w latach 1954–1959 do gromady Sucha Koszalińska, a w latach 1959–1972 do gromady Sianów. W latach 1973–1976 należały do gminy Sianów. 15 stycznia 1976 włączono je do gminy Mielno. 1 stycznia 2023 roku włączono je z powrotem do gminy Sianów. Próba ponownego włączenia do gminy Mielno 1 stycznia 2026 została negatywnie rozpatrzone w lipcu 2025 przez  MSWiA.

## Turystyka
Nad morzem wyznaczono letnie kąpielisko „Łazy 223” o długości 100 m, przy wejściu od ul. Leśnej. W 2012 r. kąpielisko Łazy spełniało wytyczne wymogi jakościowe dla wody w kąpielisku Unii Europejskiej. W 2013 r. okres sezonu kąpielowego określono od 1 lipca do 31 sierpnia.
Wśród atrakcji turystycznych w Łazach, dużą popularnością cieszy się platforma widokowa przy głównym zejściu na plażę. Znajduje się na niej pomnik kotwicy, a w sezonie często odbywają się różnego rodzaju wydarzenia artystyczne. Turyści często korzystają również z możliwości połowu ryb oraz wypożyczenia sprzętu pływającego na jeziorze Jamno. Ponadto w Łazach swój bieg rozpoczyna ścieżka rowerowa, którą można dojechać aż do Mielna.

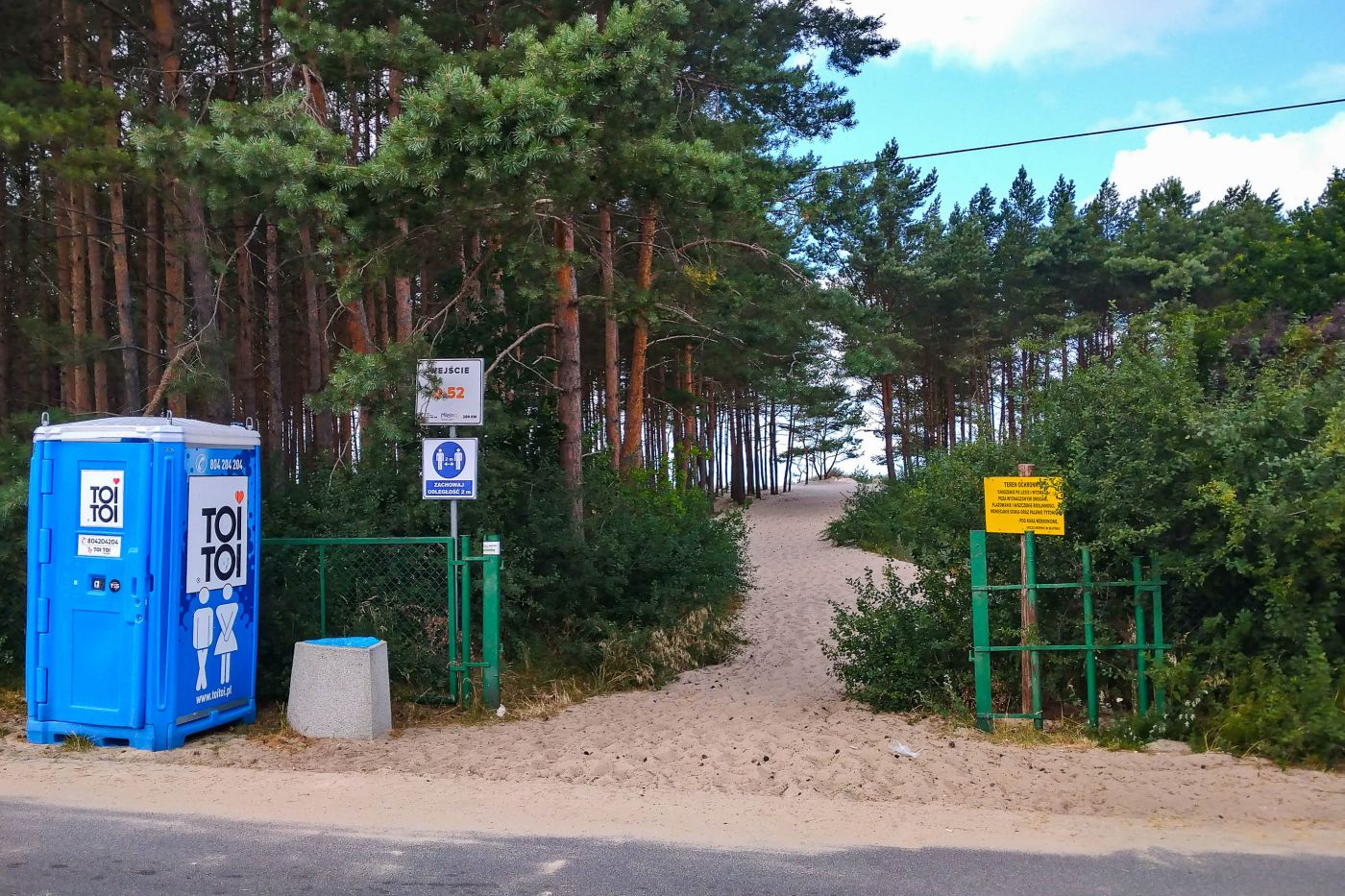
Łazy. Wejście na plażę z ul. Leśnej.
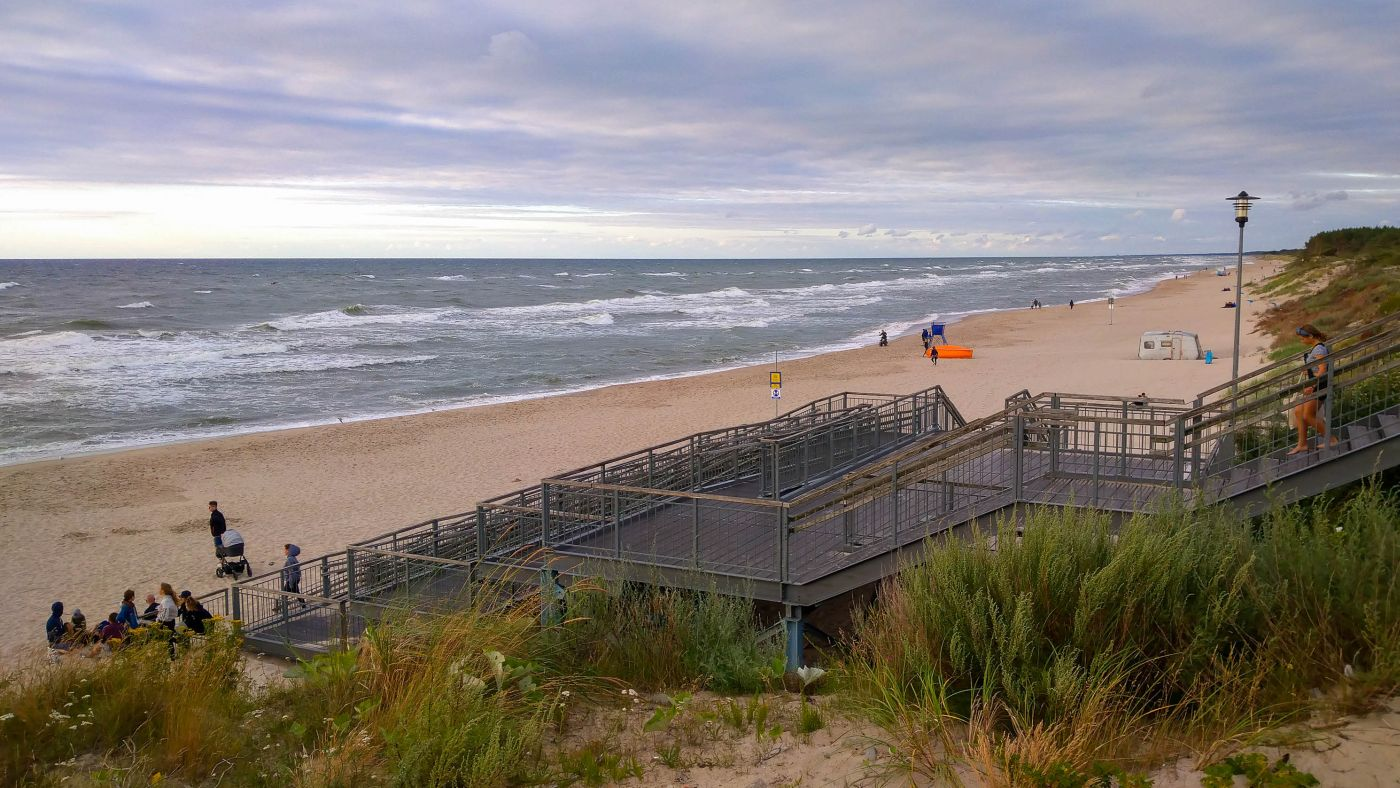
Łazy. Główne zejście na plażę.
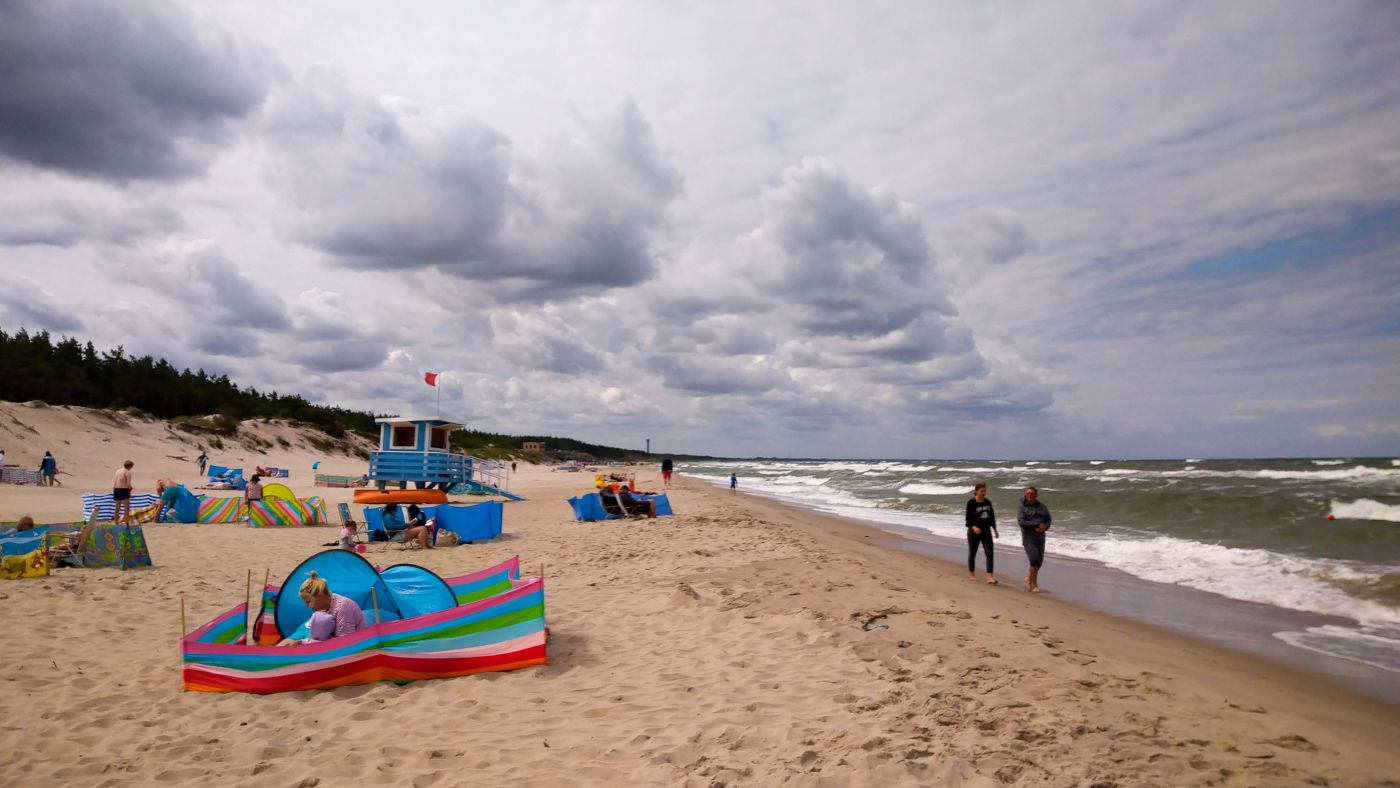
Plaża w Łazach.

## Warunki naturalne

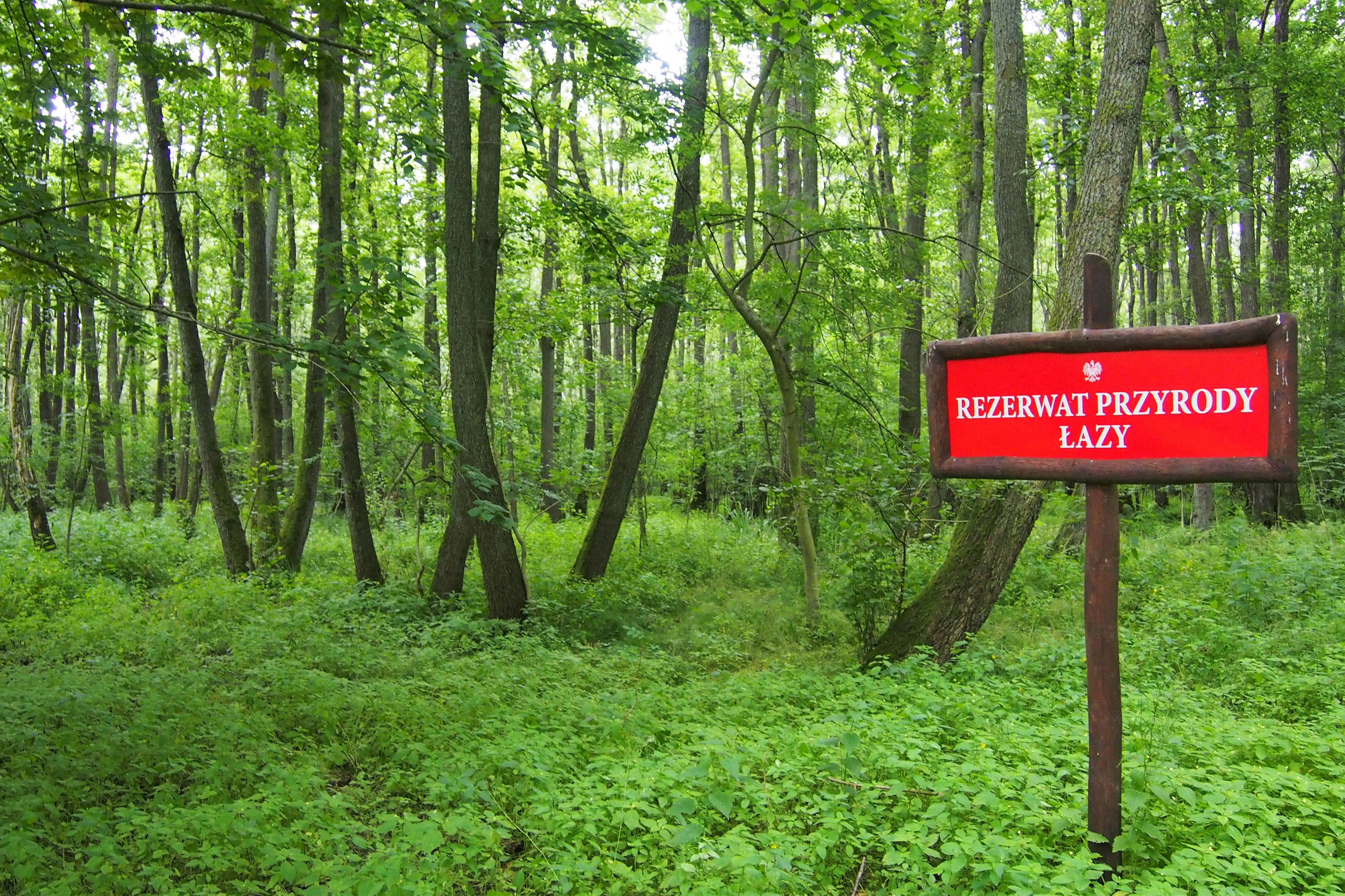
Rezerwat przyrody "Łazy"

Teren Łazów został objęty obszarem chronionego krajobrazu Koszalińskiego Pasa Nadmorskiego. Obszar sołectwa z wyjątkiem obszaru zabudowanego wchodzi w skład obszaru Natura 2000 Jezioro Bukowo (PLH320041).
Wydmy porastają różne gatunki traw, a także mchy i porosty. Liczne są gatunki chronione: mikołajek nadmorski, wiciokrzew pomorski, gnieźnik jajowaty i sercowaty oraz rośliny chronione częściowo: turzyca piaskowa i paprotka zwyczajna. Głównym przedstawicielem fauny są różne gatunki mew.
W nadmorskim lesie ciągnącym się na zachód i wschód od miejscowości przeważają sosny w postaci krzewów i drzew. Jest nieco dębów szypułkowych i brzóz, jałowców, leszczyn i wierzb. W poszyciu spotykamy skrzypy, maliny, kosaćce i czeremchy. Sosny niezależnie od wieku nie przekraczają wysokości 15 m i są na ogół pochylone w kierunku lądu, a ich korony są często rozwinięte jednostronnie. To skutek działania wiatrów północno-zachodnich i północnych.
W granicach sołectwa Łazy rozciąga się rozległy teren bagienno-leśny. Znaczna część tego obszaru stanowi Rezerwat Przyrody "Łazy", którego celem jest zachowanie unikatowej na Pomorzu roślinności lasów bagiennych i torfowisk oraz flory i fauny (np. woskownicy europejskiej).

## Historia
Najstarsze ślady osadnictwa na terenie Łaz pochodzą sprzed 4000 lat. Pierwsza wzmianka pisana o Łazach pochodzi z roku 1278. Istniała tu wówczas przystań rybacka i karczma, której dochody należały do klasztoru cysterek z Koszalina.
W tym czasie istniała przystań na jeziorze Bukowo należąca do Łaz.
W średniowieczu Łazy miały duże znaczenie z uwagi na bliskość kanału łączącego jezioro Jamno z Morzem Bałtyckim. Kanał stanowił granicę pomiędzy ziemiami biskupstwa kamieńskiego a księstwem sławieńsko-słupskim. Po obydwu stronach kanału znajdowały się komory celne.
Po wielkim sztormie na Bałtyku w roku 1690 morze przerwało wydmy i zasypało piaskiem kanał, tworząc nowy kilka kilometrów na zachód. Zmianie uległa rola Łaz. Stały się one wioską rybacką. W 1807 przemaszerował tędy batalion legionów Henryka Dąbrowskiego maszerujący pod Kołobrzeg.
W okresie międzywojennym (1918–1939) Łazy przyjmowały letników. W roku 1959 rozpoczęto budowę pierwszych, nowych ośrodków wypoczynkowych. W latach 60. i 70. XX w. rozwinięto budownictwo indywidualne i pensjonatowe.
Poprzednią niemiecką nazwą miejscowości było Laase. Polską nazwę Łazy wprowadzono urzędowo w 1948 r. Komisja Ustalania Nazw Miejscowości przyjmując nazwę nawiązała do wyrazu „łaz”, czyli miejsca po wykarczowanym lub wypalonym lesie, przeznaczonym pod pola uprawne.
1 stycznia 2023 roku wieś włączono do gminy Sianów.